# Arthur Kopit
Arthur Lee Kopit (New York, 10 mei 1937 - aldaar, 2 april 2021) was een Amerikaanse schrijver.
Kopit is schrijver van een aantal toneelstukken en musicals. Sommige zijn bewerkt tot film. 
Hij was drie keer genomineerd voor een Tony Award: Beste stuk, Indians, 1970; Beste stuk, Wings, 1979; en beste musicalboek, Nine, 1982. 
Hij won de Vernon Rice Award in 1962 voor het stuk Oh dad, poor dad, mama's hung you in the closet and I'm feelin' so sad en werd genomineerd voor een Drama Desk Award in 1979 voor het stuk Wings.